# Stazione di Eca-Nasagò
Stazione di Eca-Nasagò vasútállomás Olaszországban, Ormea településen.

## Vasútvonalak
Az állomást az alábbi vasútvonalak érintik:
- Ceva–Ormea-vasútvonal

## Kapcsolódó állomások
A vasútállomáshoz az alábbi állomások vannak a legközelebb:
- Stazione di Trappa
- Stazione di Ormea